# Erlendsdóttir
Erlendsdóttir ist ein weiblicher isländischer Name.

## Herkunft und Bedeutung
Der Name ist ein Patronym und bedeutet Erlendurs Tochter. Die männliche Entsprechung ist Erlendsson (Erlendurs Sohn).

## Namensträgerinnen
- Ágústa Eva Erlendsdóttir (* 1982), isländische Schauspielerin und Sängerin
- Guðrún Erlendsdóttir (* 1936), isländische Juristin